# 陆志鸿
陸志鴻（1897年—1973年5月4日），字筱海，工程材料學家、教育家、金相學家。 浙江嘉興人，出生地方望族，父陸祖穀曾任浙江省立圖書館館長。陸志鴻幼年由祖母、父親受讀詩書、史地、算數，打好了中國傳統文化基礎。日本東京帝國大學畢業，曾任國立中央大學土木系教授(1928-1946)、台大工學院機械工程系教授，擔任工程材料學方面的課程。

## 早年
陸教授於1915年在江蘇省立第二中學畢業。中學畢業后留學日本，東京第一高等學校畢業後入東京帝國大學工學部礦冶科，1923年以第一名的成績畢業，畢業論文「浮遊選礦」。歸國後在南京工業專門學校（原江南高等實業學堂）任教。1927年開始，在國立中央大學土木系教書，曾任國立中央大學工學院院長。

## 任職台灣大學
1945年，陸志鴻被國民政府主持接收台北帝國大學的羅宗洛邀請到台灣，11月15日，羅宗洛率陸志鴻、馬廷英及杜聰明、林茂生等人與前臺北帝大總長安藤一雄完成接收手續。陳儀的顧問沈仲九向陳儀推薦他，經陳儀向教育部朱家驊部長推薦，陸志鴻從重慶搭乘第一批來台的飛機，接收台大。陸志鴻擔任接收委員，與馬廷英共同接收工學部，新學校暫名國立臺北大學。羅宗洛、陸志鴻、馬廷英、杜聰明、林茂生與兩位陳儀的代表（行政長官公署參議兼教育處處長趙迺傳、參議兼圖書館館長范壽康）組成校務委員會（羅宗洛、杜聰明、范壽康是常務委員）維持校務。12月行政院核定校名國立臺灣大學，派羅宗洛任代理校長，他被羅代理校長聘為第1任工學院院長，1946年2月離任，回到國立中央大學，魏喦壽接工學院院長。
1946年5月18日羅代理校長離台到南京國民政府爭取台大經費，陸志鴻給以協助，7月1日羅代理校長辭職回到上海中央研究院植物學研究所。
1946年8月13日，行政院第755次會議，任命陸志鴻為台大校長，陸志鴻為台大史上第一位不是代理的校長。
1948年4月15日，行政院51次院會通過陸志鴻去職，莊長恭接任的決議。6月1日，陸志鴻卸任校長職位，交棒給莊長恭。陸志鴻雖然辭去校長的職務，但他一直在台大執教，沒有離開過學校，從此留在台灣。

### 陸志鴻校長的行政團隊和影響
- 教務長戴運軌
- 總務長陳世鴻（1946年10月1日後，以前是主任秘書，1947年起兼法學院院長，1947年8月1日換劉鴻漸））
- 圖書館館長范壽康
- 理學院院長沈璿
- 工學院院長魏喦壽（1946年10月1日前代理總務長）
- 農學院院長王益滔
- 醫學院院長杜聰明（1947年3月16日換嚴智鍾接任）
- 先修班主任林茂生（同時代理文學院院長直到1947年3月11日永遠失蹤，3月21日由林穆光接主任）
- 文學院院長錢歌川（原由校務委員林茂生代理院長，林在1947年3月11日永遠失蹤，錢4月19日上任）
- 主任秘書陳兼善（1946年10月1日起）

陸校長免去醫學院院長杜聰明的醫學院附屬醫院（台大醫院）院長兼職，請陳禮節接任，二二八事變後，林茂生校務委員被穿中山裝配槍的2個人帶走，再沒有回來，醫學院院長不久也換掉了。從此到陸的任期結束都沒有台籍的院長。
繼任者陸志鴻任校長期間，行政長官公署不僅大量安插人員進入台大，甚至台大主管人員的任用也一一聽之于行政長官公署，致使台大教學及教務狀況每況愈下，不僅學生不滿、教師不滿，教育部也不滿。

### 在臺大的事件
- 1947年一月，臺灣省立法商學院併入此校法學院。[6]
- 1947年十月，《國立臺灣大學校刊》創刊。[6]
- 1947年11月29日，舉行此校第一屆運動大會。[6]
- 曾任台大工學院機械工程系教授，擔任工程材料學方面的課程。[3]
- 為台灣大學的校務整編與重組，奠定良好基礎，他的治校理念在「大學的使命，不光傳授知識，還應是不斷追求知識的研究機構」，認為「大學即在學術研究」。[6]
- 繼任者陸志鴻任校長期間，行政長官公署不僅大量安插人員進入台大，甚至台大主管人員的任用也一一聽之于行政長官公署，致使台大教學及教務狀況每況愈下，不僅學生不滿、教師不滿，教育部也不滿。[4]

### 多次選為優良教師
- 教育部為於1953年孔子誕辰紀念日暨教師節獎勵事科以上學校教授副教授起見，曾令公立各院校將在校服務二十年以上成績優良之該項人員，將合於前項標準人員：國立台灣大學教授陸志鴻等廿八人。[7]
- 教育部於1954年為獎勵資深優良教師，甲專科以上學校，二十年以上者：陸志鴻。[8]
- 教育部於1965年核定五十四年度專科以上學校資深優良教師八十三名，將於教師節予以獎勵。服務滿四十年者一人：台大陸志鴻，獎匾額一方，及獎金四千元。[9]
- 這位在台大執教將近二十年的老教授，平時除了教書以外，沒有其他嗜好，空閒時大部份是在看書或寫作。談到目前我國人才大量外流的情形時，陸教授感慨的說，國家每年花了大量的金錢來培養人才，可是很多都到外國留學去了，並且大部份都是有去無回，對於國家來說，這是一個很大的損失。他表示.，如果長此下去，老一輩的漸漸衰落、退休，而年青的優秀人才又不回國，這個棒子可能有一天沒有人接，這是國家的一大危機。他認為國內的研究所應該充實設備，使大學畢業生不必出國而有進一步進修的機會，這樣人才才不會外流。[3]

## 學術成就
- 工程材料第一卷「金屬材料及熱處理」，內容關於鋼鐵及各種合金之治鍊、加工、性質、用途及熱處理之理論與實際，網羅至為詳盡。[10]
- 對金屬工程貢獻卓著，陸志鴻榮獲技術獎章。[11]
- 中國材料科學會成立，陸志鴻被推選為理事長。 [12]
- 如何鼓勵機械工業之發展？促進機械工業的發展與技術的起飛當以創造本國技術為基礎，引進技術必須操之在我，並繼之以研究發展，否則，新技術不旋踵之間已變為落後，又需引進新技術。[13]
- 台大教授陸志鴻認為，我國的工業應力求技術獨立，建立自己的研究發展體系，企業界不能再忽略研究工作，不能一味依賴國外臨時聘請而來的專家。[14][15]
- 材料科學的拓荒者，追憶畢生盡力的陸志鴻教授。[16]

### 著作
- 《材料強度學》，商務印書館1933年版
- 《治金學》，兵工學校1935年印本
- 《建築材料學》，台灣書店1950年版
- 《美國原子能研究之進展》，台北正中書局1951年版
- 《鋼鐵與現代文明＂，台北中央文物供應社1953年版
- 《材料力學》，商務印書館1954年版
- 《電工材料》，台灣大學工學院1961年版
- 《最小二乘法》，世界書局出版
- 《工程力學》
- 《工程材料學》
- 《工程材料試驗法》
- 《金屬物理學》[2]

## 紀念物
陸志鴻去世後，臺大機械系校友為紀念其在材料科學的成就，發起籌建志鴻機械研究館。1980年，志鴻館落成起用。